# Gamkalley

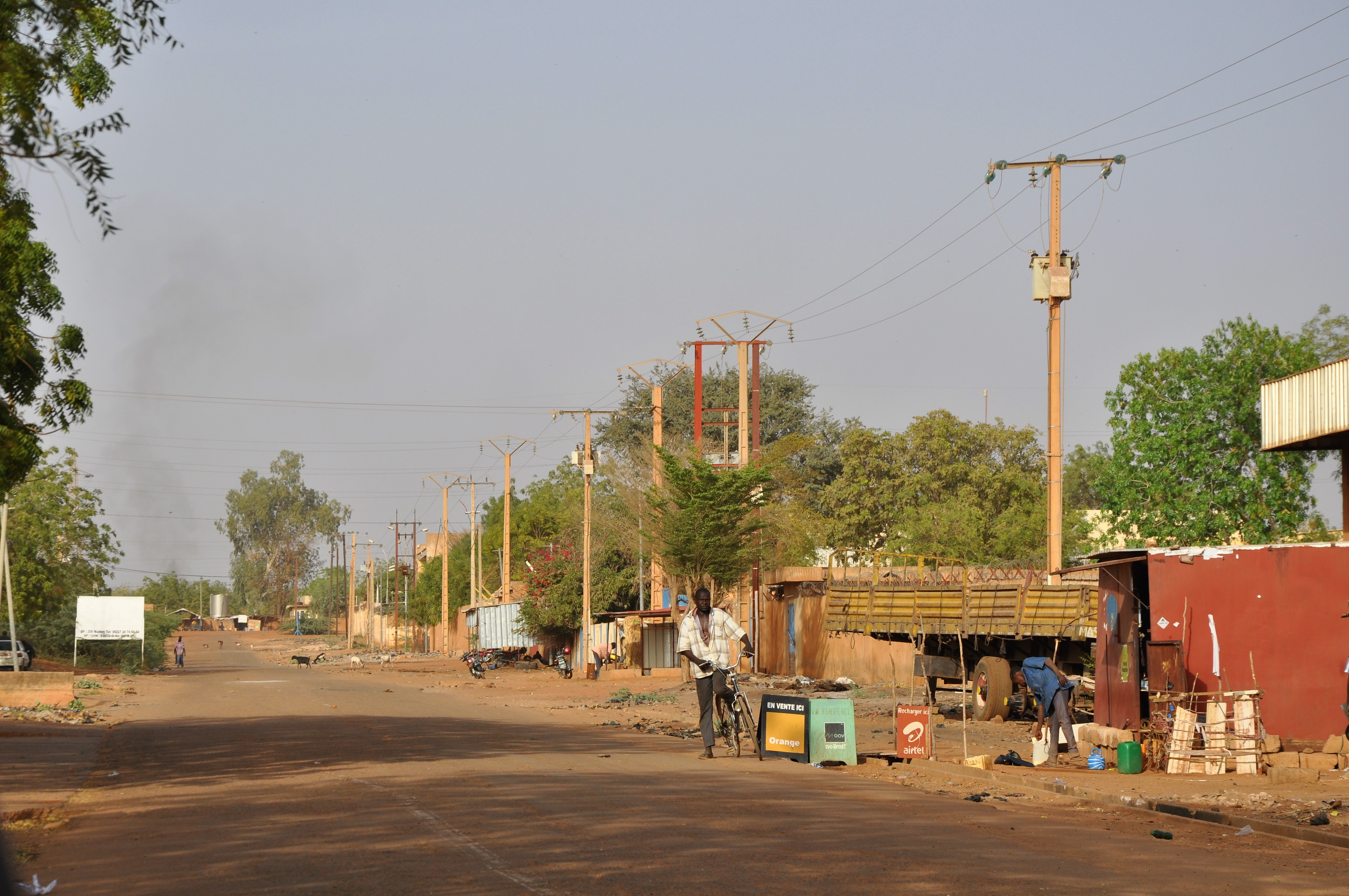
Straßenszene in der Avenue d’Arlit in Gamkalley (2019)

Gamkalley (auch: Gamkalé, Gamkallé) ist ein Stadtteil von Niamey in Niger.

## Geographie
Gamkalley befindet sich im Süden von Niamey am linken Ufer des Flusses Niger. Die umliegenden Stadtteile und Einrichtungen sind das Stadtviertel Terminus im Nordwesten, weitläufige Militärareale und das Stadtviertel Cité Fayçal im Norden, die Rennbahn Hippodrome im Nordosten sowie die Stadtteile Pays Bas und Saga im Südosten.

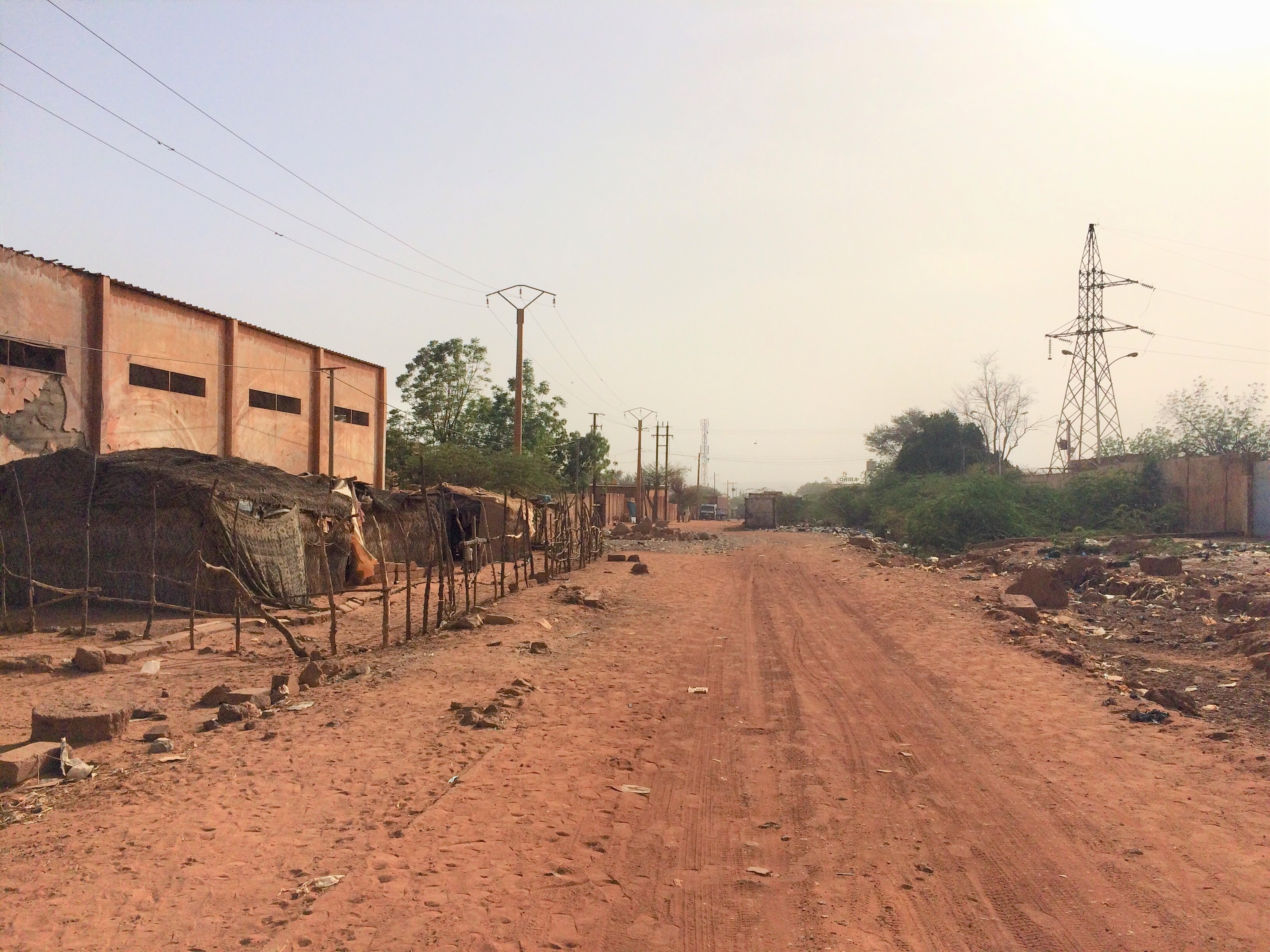
Avenue d’Akokan in Gamkalley Golley (2019)

Der Stadtteil besteht administrativ aus zwei Stadtvierteln (französisch: quartiers): Gamkalley Golley im Südosten und Gamkalley Sébanguey im Nordwesten, zwischen denen die Laterit-Straße Avenue de Gamkallé die Grenze bildet. Bezüglich Flächennutzung ist der Stadtteil in Wohngebiete, Industriezonen und landwirtschaftliche Gebiete mit Gärtnereien und Reisfeldern gegliedert. Gamkalley gilt als eine der bezüglich Raubüberfälle und Diebstähle gefährlichsten Gegenden von Niamey.

## Geschichte

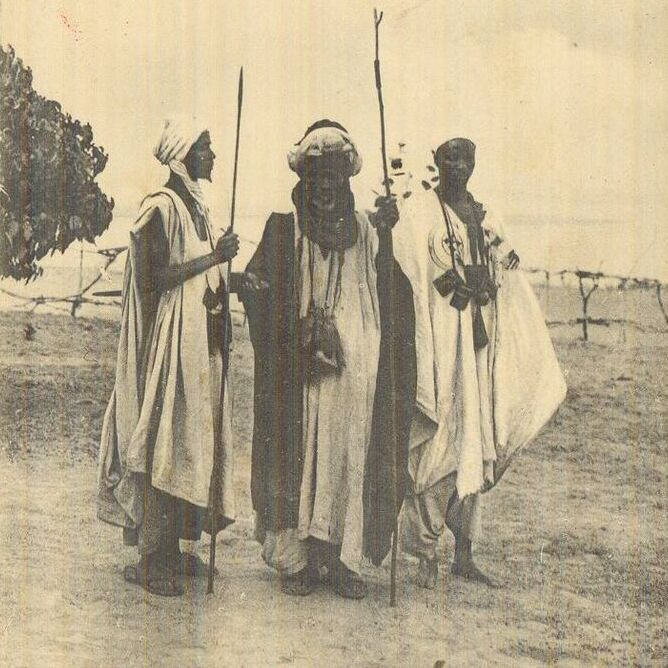
Notabeln von Gamkalley (um 1910)

Das Zarma-Dorf Gamkalley wurde im 16. Jahrhundert gegründet. In dieser Zeit gab es starke Migrationsbewegungen in das Gebiet der Jahrhunderte später gegründeten Stadt Niamey: Zarma und Songhai aus dem Songhaireich flohen vor den marokkanischen Eroberern, Maouri wanderten aus dem Gebiet von Dogondoutchi ein und Fulbe aus der ganzen Sahelzone. Die Einwohner von Gamkalley lebten jahrhundertelang vor allem vom Hirseanbau. Die Trennung in die beiden Ortsteile Gamkalley Golley und Gamkalley Sébanguey bestand bereits seit der Gründung des Dorfs. Der Ortsvorsteher, der den Titel maigari erhielt, stammte immer aus dem größeren Ortsteil Gamkalley Sébanguey, bis in den 1920er Jahren ein maigari aus Gamkalley Golley gewählt wurde.
Gamkalley wurde 1952 in Niamey eingemeindet. Es wuchs in den 1960er Jahren wie andere Stadtteile stark und unkontrolliert. Die gemeinsame Verwaltung beider Ortsteile wurde schließlich aufgehoben und Gamkalley Golley und Gamkalley Sébanguey erhielten jeweils eigene Ortsvorsteher.

## Bevölkerung
Bei der Volkszählung 2012 hatten die beiden Stadtviertel Gamkalley Golley und Gamkalley Sébanguey zusammen 20.438 Einwohner, die in 3388 Haushalten lebten. Bei der Volkszählung 2001 betrug die Einwohnerzahl 30.126 in 4656 Haushalten und bei der Volkszählung 1988 belief sich die Einwohnerzahl auf 22.972 in 3980 Haushalten.

## Wirtschaft und Infrastruktur

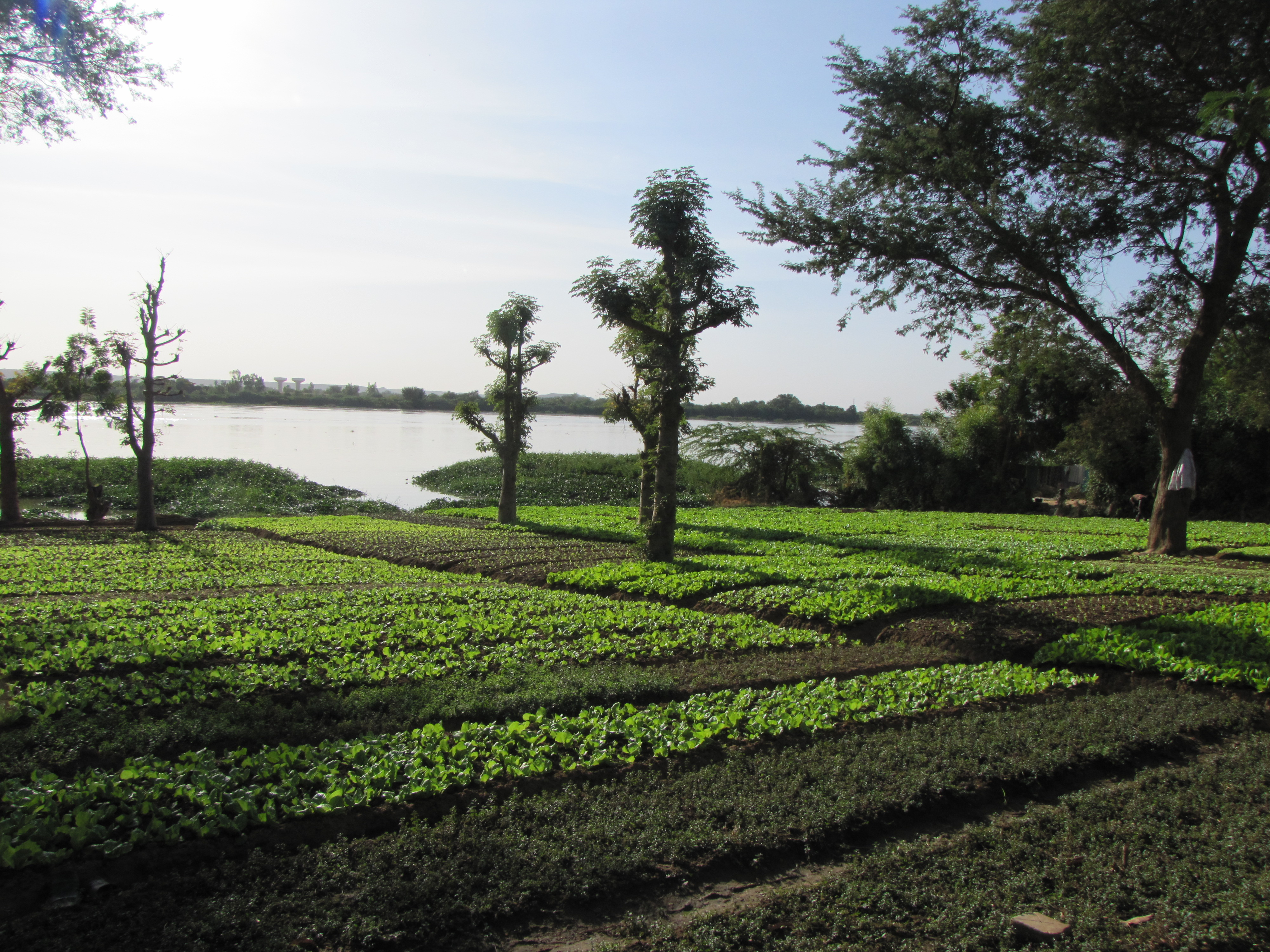
Gemüseanbau am Fluss Niger in Gamkalley (2010)

Die Gärtnereien von Gamkalley erstrecken sich über eine Gesamtfläche von 230 Hektar. Es werden vor allem Salat und Kohl angebaut, ferner Paprika, Tomaten, Gurken, Bohnen, Sellerie, Okra, Pfefferschoten, Petersilie, Zucchini, Karotten und Rote Rüben. Das Gemüse ist für den Verkauf in der Hauptstadt bestimmt. Die Gärtner sind fast ausschließlich Männer und großteils Zarma. Manche Industriebetriebe entsorgen ihren Giftmüll im Fluss Niger, was zur Verunreinigung der landwirtschaftlich genutzten Böden führt. Neben Gemüse wird Reis angebaut, eine weitere Beschäftigung ist die Fischerei. Einwohner von Gamkalley gehören traditionellerweise zu den Landbesitzern im Grüngürtel von Niamey, wo sie Ackerbau betreiben.
In Gamkalley gibt es mehrere öffentliche Grundschulen. Die älteste, die Ecole primaire de Gamkalley I, wurde 1953 gegründet. Der Centre Technique Kalmaharo (CTK) ist eine Schule für technische Berufe, die 1979 in der Industriezone eingerichtet wurde. Die Mittelschule Collège d’enseignement général de Gamkalley (CEG Gamkalley) besteht seit dem Jahr 2005.
Die Wohnhäuser in Gamkalley sind üblicherweise Lehmziegelbauten ohne jeden Komfort. Gekocht wird im Freien. Es gibt kein Fließwasser und entsprechend auch keine Duschen und Wasserklosetts.